# Jeon Hye-jin
Jeon Hye-jin (en hangul, 전혜진; 10 de agosto de 1976) es una actriz surcoreana.

## Vida personal
Se casó con el que había sido su novio durante siete años, el actor Lee Sun-kyun, el 23 de mayo de 2009. Sus hijos nacieron el 25 de noviembre de 2009, y el 9 de agosto de 2011.Tras el suicidio de su marido en dieciembre de 2023 se retiró de la escena por unos meses, hasta que en verano de 2024 comenzó el rodaje de la serie Riding Life.

## Carrera
Protagonizó el drama histórico The Throne (2015), por el cual ganó un Blue Dragon Film Award como Mejor Actriz de reparto.
En enero de 2020 se anunció que se había unido al elenco de la segunda temporada de la serie Forest of Secrets.

## Filmografía

### Películas
| Año  | Título                        | Papel             | Notas              | Ref.                 |
| ---- | ----------------------------- | ----------------- | ------------------ | -------------------- |
| 1998 | A Killing Story               |                   |                    |                      |
| 2000 | Lies                          |                   |                    |                      |
| 2000 | Happy Funeral Director        |                   |                    |                      |
| 2002 | Jungle Juice                  | Meg               |                    |                      |
| 2005 | Hello Brother                 |                   |                    |                      |
| 2005 | All for Love                  |                   |                    |                      |
| 2006 | If You Were Me 3              |                   |                    |                      |
| 2006 | A Cruel Attendance            | Dong-hee          |                    |                      |
| 2007 | Voice of a Murderer           | Lee Ae-sook       |                    |                      |
| 2008 | Antique                       |                   |                    |                      |
| 2009 | The Naked Kitchen             | Kim Seon-woo      |                    |                      |
| 2009 | A Little Pond                 | madre de Jiang    |                    |                      |
| 2010 | Bloody Shake                  | Su Kyung          |                    |                      |
| 2013 | The Terror Live               | Park Jeong-min    |                    |                      |
| 2014 | Obsessed                      | esposa de Choi    |                    |                      |
| 2015 | Chronicle of a Blood Merchant | Sra Song          |                    |                      |
| 2015 | The Throne                    | Lee Young-bin     |                    | [ 10 ]               |
| 2016 | Sori: Voice From The Heart    | Hyun-sook         |                    |                      |
| 2017 | The Merciless                 | Chun In-sook      |                    | [ 11 ] [ 12 ]        |
| 2017 | A Taxi Driver                 | madre de Sang-goo |                    |                      |
| 2017 | The Poet and the Boy          | Mrs. Hyeon        |                    | [ 13 ]               |
| 2017 | RV: Resurrected Victims       | Lee Soo-hyun      |                    | [ 14 ]               |
| 2019 | Hit-and-Run Squad             | Woo Sun-young     |                    | [ 15 ]               |
| 2019 | Beast                         |                   |                    |                      |
| 2019 | Ashfall                       | Jeon Yoo-kyung    |                    | [ 16 ]               |
| 2022 | Hunt                          | Bang Joo-kyung    |                    | [ 17 ]               |
| 2024 | Misiones cruzadas             | Hee-joo           |                    | [ 18 ] [ 19 ] [ 20 ] |
| 2024 | Revolver                      | Grace             | Aparición especial | [ 21 ] [ 22 ]        |

### Series de televisión
| Año  | Título            | Papel          | Red             | Notas        | Ref.                        |
| ---- | ----------------- | -------------- | --------------- | ------------ | --------------------------- |
| 2019 | Search: WWW       | Song Ga-kyeong | tvN             | 16 episodios |                             |
| 2020 | Forest of Secrets | Choi Bit       | tvN             |              | [ 23 ]                      |
| 2021 | Uncle             | Wang Joon-hee  | TV Chosun, Viki |              | [ 24 ]                      |
| 2023 | Los demás no      | Eun-mi         | ENA             | 12 episodios | [ 25 ] [ 26 ] [ 27 ] [ 28 ] |
| 2025 | Riding Life       | Lee Jung-eun   | ENA             |              | [ 29 ] [ 30 ]               |

### Presentadora
| Año  | Evento                                   | Notas                     |
| ---- | ---------------------------------------- | ------------------------- |
| 2020 | 2020 Mnet Asian Music Awards (2020 MAMA) | presentadora de categoría |

## Premios y nominaciones
| Año  | Premio                                         | Categoría                          | Nominación    | Resultado | Ref.   |
| ---- | ---------------------------------------------- | ---------------------------------- | ------------- | --------- | ------ |
| 2018 | 23rd Chunsa Film Art Awards                    | Mejor actriz de reparto            | The Merciless | Nominada  | [ 32 ] |
| 2018 | 54th Baeksang Arts Awards                      | Mejor actriz de reparto (película) | The Merciless | Nominada  | [ 33 ] |
| 2018 | 54th Baeksang Arts Awards                      | Mejor actriz de reparto (TV)       | Misty         | Nominada  | [ 33 ] |
| 2022 | 31st Buil Film Awards                          | Mejor actriz de reparto            | Hunt          | Nominada  | [ 34 ] |
| 2022 | 58th Grand Bell Awards                         | Mejor actriz de reparto            | Hunt          | Nominada  | [ 35 ] |
| 2022 | 42nd Korean Association of Film Critics Awards | Mejor actriz de reparto            | Hunt          | Ganadora  | [ 36 ] |
| 2022 | 43rd Blue Dragon Film Awards                   | Mejor actriz de reparto            | Hunt          | Nominada  | [ 37 ] |